# پاراتیروئیدیت
پاراتیروئیدیت (انگلیسی: Parathyroiditis) نوعی بیماری است که شامل التهاب غده‌های پاراتیروئید است.
این بیماری می‌تواند با پرکاری پاراتیروئید همراه باشد، اگرچه بیشتر موارد بدون علامت هستند.